# Fogo
Fogo (oder Ilha do Fogo, dt.: „Insel des Feuers“) ist eine der Kapverdischen Inseln im Atlantik. Sie gehört zur kapverdischen Inselgruppe Ilhas de Sotavento (dt.: „Inseln unter dem Wind“) und liegt östlich von Brava und westlich von Santiago.

## Geographie

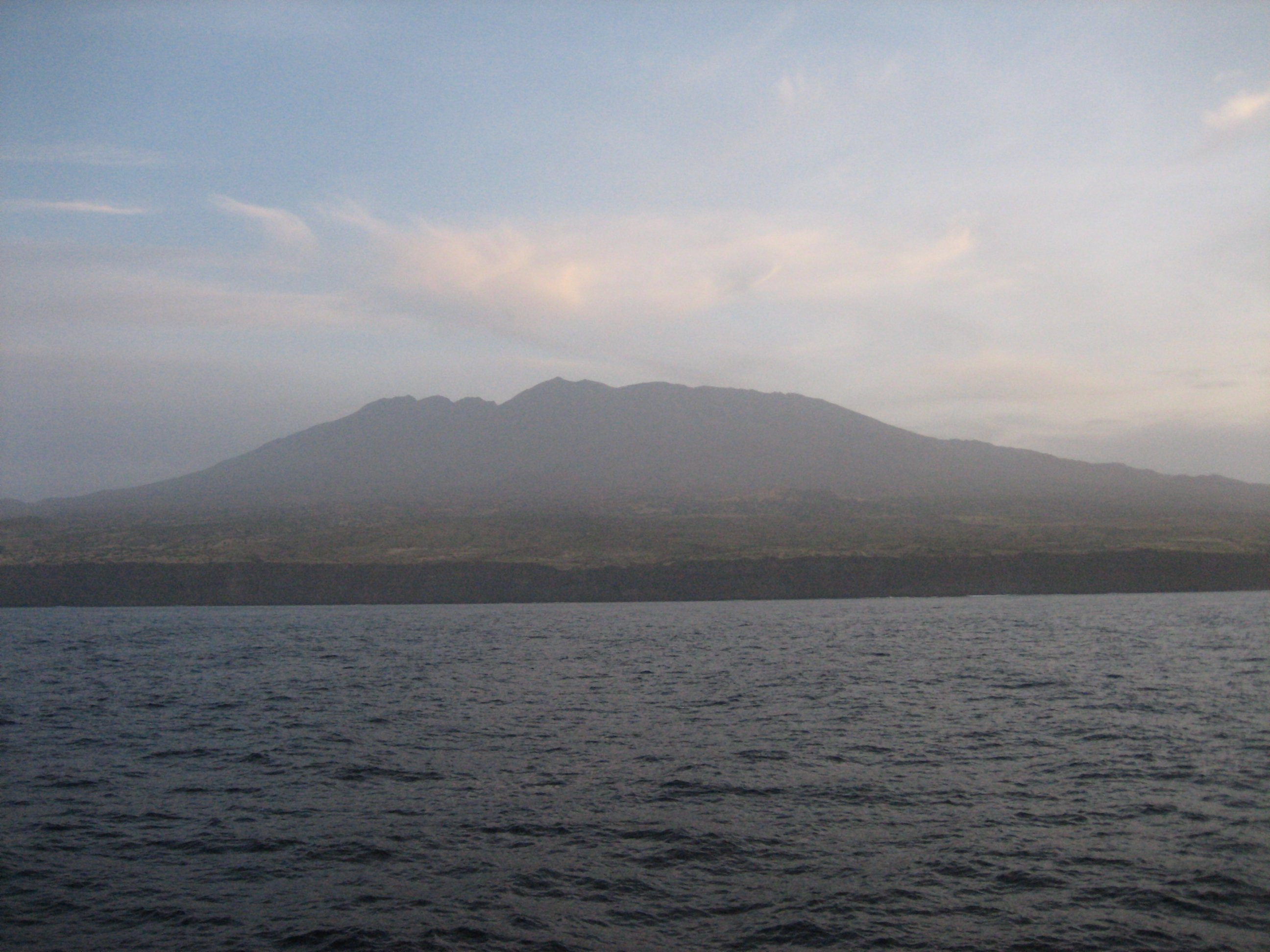
Fogo vom Meer aus gesehen

Die Insel hat die Gestalt eines völlig ebenmäßigen Vulkankegels (Stratovulkan) mit einer riesigen Caldera, in der sich ein kleinerer Konus aufgebaut hat und heute den Gipfel Pico do Fogo (dt.: „Gipfel des Feuers“) bildet. Der Pico do Fogo ist mit einer Höhe von 2829 m über dem Meer die höchste Erhebung der Kapverdischen Inseln und deren einziger aktiver Vulkan sowie nach dem Pico del Teide, dem Pico Viejo und dem Pico Basile die vierthöchste im Atlantik.
Fogo sitzt zusammen mit der Insel Brava und dem Cadamosto-Seamount auf einem gemeinsamen Sockel der Kapverdenschwelle, durch tiefes Wasser getrennt von der nächsten Insel Santiago. Der Boden des Atlantiks liegt hier etwa 5300 m unter dem Meeresspiegel.
Nur die Höhen und Hänge an der Nordostseite sind ganzjährig grün, während sonst wüsten- und steppenhafte Trockenregionen überwiegen. Als südlichste und gebirgige Insel erhält Fogo den meisten Niederschlag auf den Kapverdischen Inseln, wodurch unregelmäßiger Trockenfeldbau möglich wird. Dennoch gibt es keine ganzjährig Wasser führenden Flüsse. Auf einigen Farmen wird – z. B. im Süden der Insel in Salto – mit Hilfe künstlicher Bewässerung Gemüse (vor allem Kohl und Paprika) angebaut. Auch Papayas und Tamarinden gedeihen hier gut. Die Berghänge im Nordosten der Insel werden zum Kaffeeanbau genutzt. Die Lava dient den Einheimischen als Baustoff.
Die Distrikthauptstadt ist São Filipe mit 8300 Einwohnern. Zweitgrößter Ort ist Mosteiros mit rund 5000 Einwohnern.

## Geologie
Fogo ist die einzige Insel der Kapverden mit rezentem Vulkanismus. Mit ungefähr 30 Eruptionen seit ihrer Entdeckung im 15. Jahrhundert ist sie eine der aktivsten Vulkaninseln der Erde. Ihre geologische Entwicklung lässt sich gemäß Foeken u. a. in vier Stadien unterteilen (von jung nach alt):
- Stadium der Chã-das-Caldeiras-Gruppe
- Stadium der Monte-Amarelo-Gruppe
- Stadium der Monte-Barro-Gruppe
- Seamountstadium

Das Seamountstadium besteht aus angehobenen Alkalibasalten und Karbonatiten, die zirka 1000 Meter mächtige, vorvulkanische Sedimente in 4000 Meter Wassertiefe überlagern. Die Sedimente liegen ihrerseits auf ozeanischer Kruste der Unterkreide, die hier von 5300 Meter bis in eine Tiefe von 13 Kilometer reicht. Das Seamountstadium wurde mit rund 4,5 Millionen Jahren BP ins frühe Pliozän (Zancleum) datiert. Diskordant auf die Ablagerungen des Seamountstadiums folgen an der Oberfläche ausgetretene Laven der Monte-Barro-Gruppe, für die bisher noch keine Altersangabe verfügbar ist. Die überlagernde, 2000 bis 3000 Meter mächtige Monte-Amarelo-Gruppe bildet den Höhepunkt der vulkanischen Aktivitäten Fogos mit dem Aufbau des Amarelo-Vulkans (Schildstadium). Gefördert wurden vorwiegend untersättigte, hochalkalische, basische bis intermediäre Laven. Der Gruppe wird ein quartäres Alter zugewiesen. Sie endete im Zeitraum 123.000 bis 62.000 Jahre BP mit einem nach Osten gerichteten, gigantischen, spätpleistozänen Flankeneinsturz, dem der Gipfelaufbau zum Opfer fiel. Der Einsturzverlauf wird heute von dem 1000 Meter hohen Bordeira-Abbruch markiert. In der zurückgebliebenen Caldera sammelten sich dann ab 62.000 Jahren BP die rund 2000 Meter mächtigen Ablagerungen der Chã-das-Caldeiras-Gruppe, hauptsächlich Gesteine der alkalischen Differentiationsreihe Basanit/Tephrit. Hierauf errichtete sich der Stratovulkan Pico do Fogo, dessen historische Eruptionen ebenfalls aus Basaniten, Tephriten, Foiditen und Phonotephriten aufgebaut werden. 1680 erfolgte eine so heftige Eruption, dass der Berg nachts über Hunderte von Kilometern sichtbar war und auf lange Jahre der Schifffahrt als natürlicher Leuchtturm diente. Dies gab der Insel den neuen Namen Ilha do Fogo. Die Eruptionen am Pico do Fogo konzentrierten sich bis 1769 auf den Zentralschlot, seit 1785 erfolgten jedoch Flankeneruptionen. Zur Chã-das-Caldeiras-Gruppe werden auch noch kleinere, diskontinuierliche Lavaflüsse und Schlackenkegel auf der Außenseite des ehemaligen Amarelo-Vulkans gerechnet. Der bei einem Ausbruch 1995 entstandene Parasitärvulkan innerhalb der Caldera war ab dem 23. November 2014 wieder aktiv und spie Aschewolken und Feuer. Durch die austretende Lava, die sich mit drei Hauptströmen in die Caldera ergoss, wurden zwei Ortschaften und einige weitere kleine Ansiedlungen in der Caldera zerstört. Die vulkanischen Aktivitäten endeten am 8. Februar 2015.
Gemäß Madeira unter anderem war es vor dem katastrophalen Flankenabriss doch zu einem klassischen Caldereneinsturz gekommen, der zwei ineinander verzahnte Krater hinterließ. Überdies stellt der folgende Flankenabriss nach ihrer Meinung zwei separate Ereignisse dar.

## Geschichte
Fogo wurde 1460 durch den italienischen Kapitän Antonio da Noli entdeckt und zunächst São Filipe genannt. Um 1500 bereits siedelten sich freie, adlige Portugiesen als Lehnsherren an und errichteten ein klassisches sklavenhaltendes Pflanzersystem. Am transkontinentalen Sklavenhandel nahmen sie als Lieferanten und Verkäufer von Versorgungsgütern für die Sklavenschiffe teil. Die rassistische Schichtung der Gesellschaft war stärker ausgeprägt als auf den anderen Inseln, wo das Zusammenleben zwischen Freien und Sklavinnen in kreolischen Familien zum Ursprung der kreolischen Kultur geworden war. Erst die bürgerliche Revolution in Portugal 1910 nahm dem Adel und den Großgrundbesitzern ihre absolute Vorherrschaft und ließ Bürgerliche, die schon ab 1850 in der Emigration nach Nordamerika ihr Glück gefunden hatten, als ebenbürtige Konkurrenten auftreten.
Ein kleines Museum in São Filipe erleichtert das Verständnis der Zusammenhänge in anschaulicher Weise.

## Flora

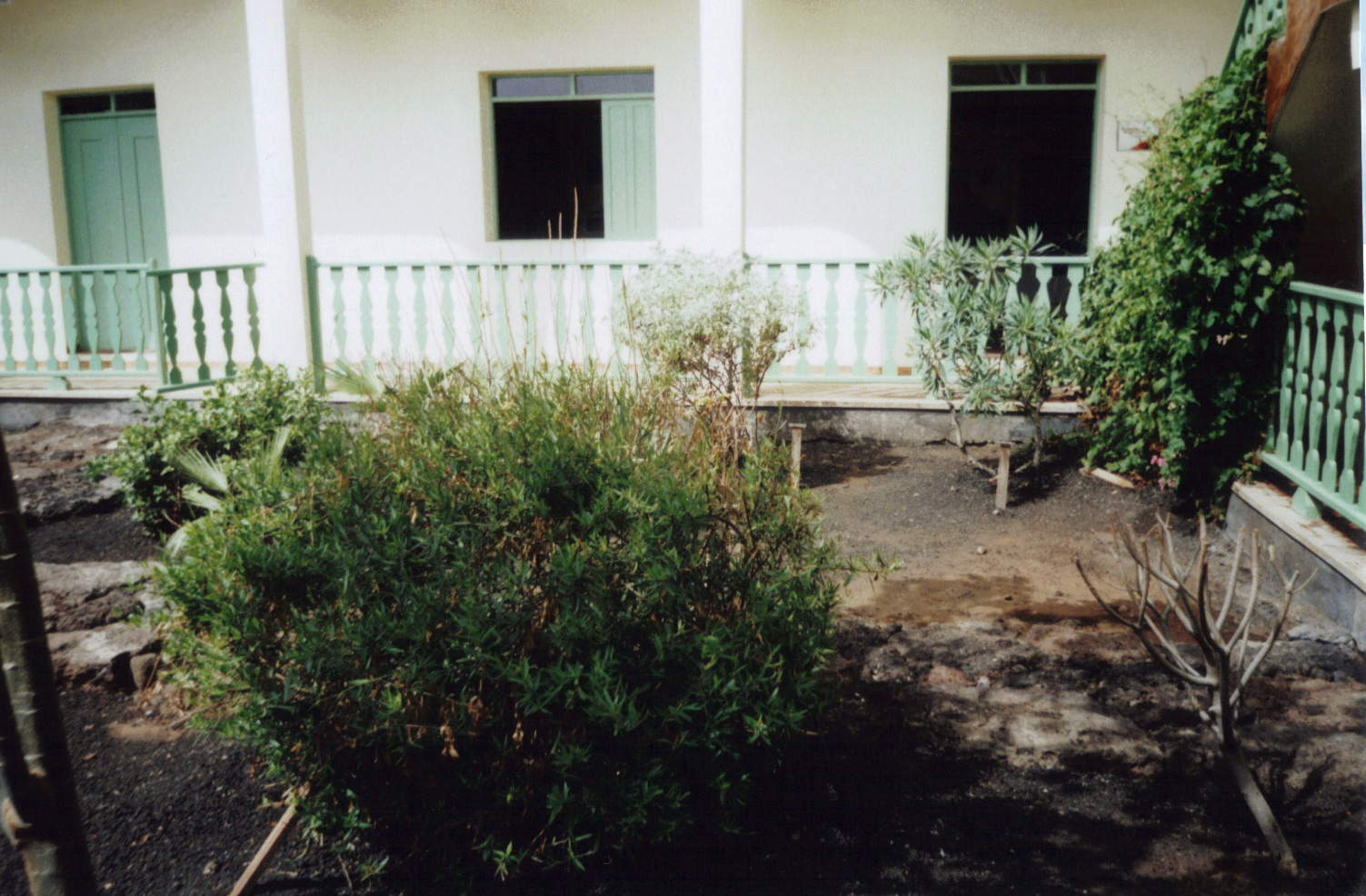
Endemische Pflanzen im Innenhof des Museums in São Filipe

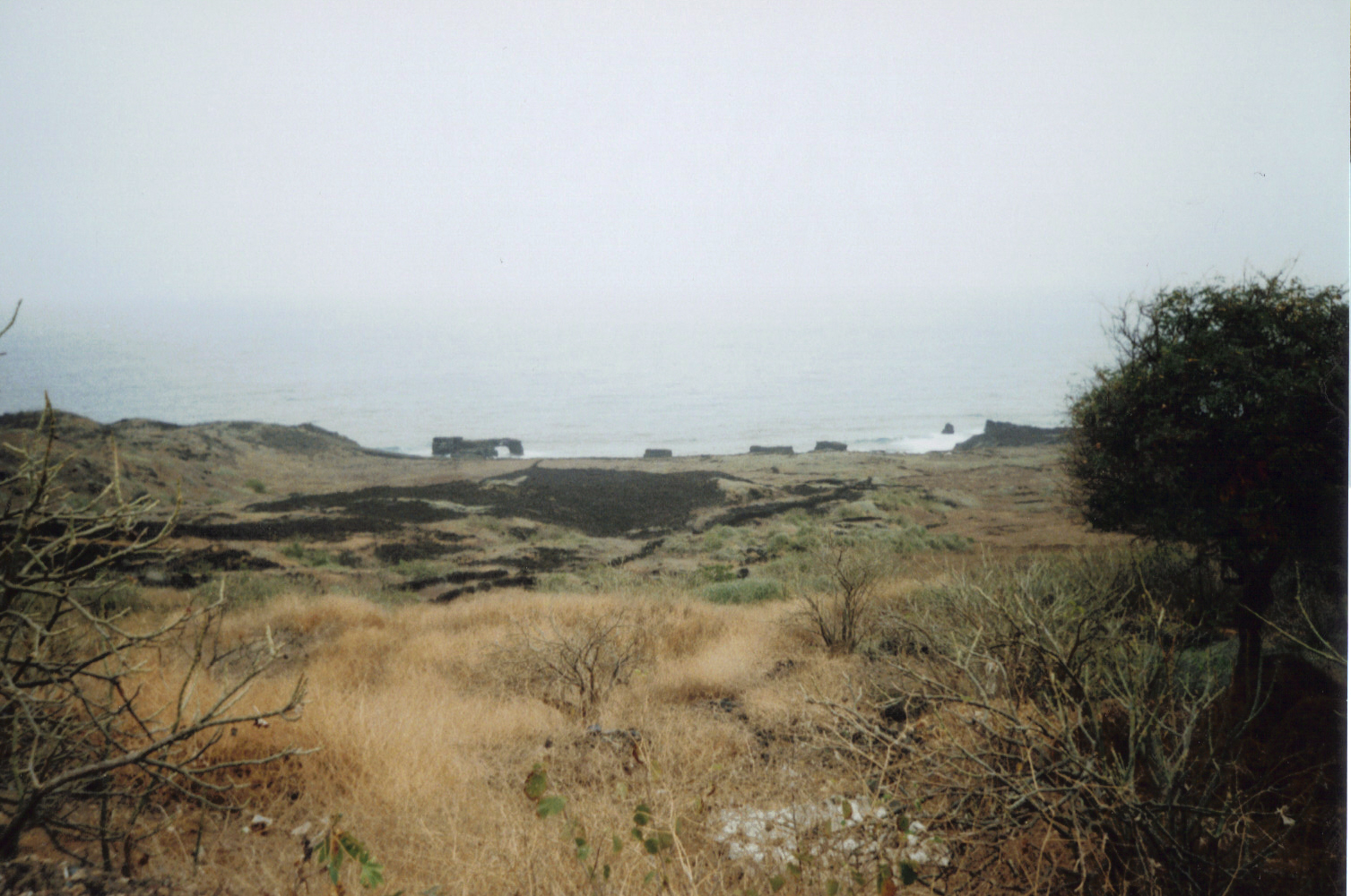
Strand Praia Casa im Osten der Insel

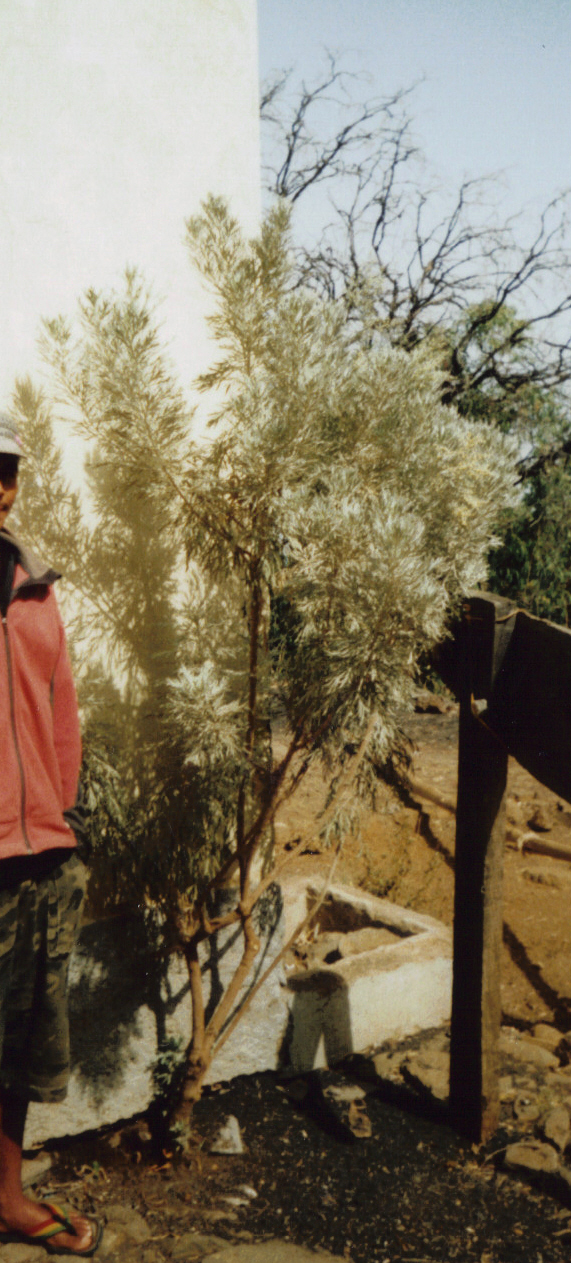
Losma, eine endemische Heilpflanze

Auf Fogo kommen verschiedene endemische Pflanzen vor:
- Crabo bravo (Erysimum caboverdiana)
- Língua de vaca (Echium vulcanorum)
- Losma (Artemisia gorgonum), eine bitter schmeckende Heilpflanze
- Totolho (Euphorbia tuckeyana).

## Verwaltung
Die Insel gehört zur Südgruppe der Kapverdischen Inseln, den Ilhas de Sotavento. Als Hauptstadt gilt São Filipe, zweitgrößter Ort ist Mosteiros.
Administrativ ist Fogo in drei Kreise (Concelhos) mit zusammen vier Gemeinden (Freguesia) aufgeteilt.
| Concelho (Kreis)       | Freguesia (Gemeinde)       |
| ---------------------- | -------------------------- |
| São Filipe             | São Lourenço               |
| São Filipe             | Nossa Senhora da Conceição |
| Santa Catarina do Fogo | Santa Catarina do Fogo     |
| Mosteiros              | Nossa Senhora da Ajuda     |

## Wirtschaft und Tourismus
Der einzige größere Hafen der Insel Fogo, der Porto do Vale de Cavaleiros, liegt 3 km nördlich der Inselhauptstadt São Filipe. Nachdem die atlantischen Stürme die Kaimauer zu großen Teilen zerstört hatten, erfolgte 1999 eine Erneuerung. Ein weiterer Hafen befindet sich in São Jorge, er kann allerdings nur von kleinen Booten angelaufen werden.
Landwirtschaft, darunter auch der Anbau von Kaffee im Nordosten der Insel und Weinbau in geringem Umfang, und handwerklicher Fischfang sind die einzig nennenswerten Produktionszweige. 2006 wurden 35 t Kaffee geerntet und 2007 45 t. Im Dürrejahr 2008 betrug die geerntete Kaffeemenge 21 t. Durch die außergewöhnlichen geologisch-klimatischen Bedingungen entsteht ein unter Kaffeekennern geschätzter Kaffee. Der Anbau erfolgt auf kleinen Familienparzellen auf einem mineralreichen vulkanischen Boden in Höhen bis 2000 m in extensivem Landbau, dabei vielfach in einer Mischkultur zusammen mit Papaya, Bohnen, Maniok u. a. Die Anbaugebiete liegen in der Caldera und im Nordosten der Insel in der Nähe von Mosteiros.
Im 19. Jahrhundert war der Anbau der Purgiernuss, aus deren Samen ein Maschinenöl hergestellt wurde, ein wichtiger Wirtschaftsfaktor – noch heute findet man an vielen Stellen auf Fogo die verwilderten Sträucher. Handel, Gewerbe und Privathaushalte leben im Wesentlichen von Einnahmen aus der Emigration. Teilweise senden die u. a. in die USA, nach Kanada, Venezuela oder Brasilien ausgewanderten Familienangehörigen auch nach mehreren Generationen noch regelmäßig Geld „nach Hause“, selbst wenn sich Absender und Empfänger nicht mehr persönlich kennen. Der Tourismus hat langsam und qualifiziert begonnen, da die Insel sich hauptsächlich für Wander- und kulturell-historisch orientierten Tourismus eignet und nicht für Strandtourismus. Nur an wenigen Stellen auf Fogo ist Baden im Meer möglich, z. B. an dem Strand Ponta da Salina bei São Jorge sowie an dem Strand Praia Casa bei Cova Matinho an der Ostküste.
Touristisch interessant ist, neben dem historischen Stadtkern der Distriktstadt São Filipe, das Dorf Chã das Caldeiras im Hauptkrater mit einer Weinbaukooperative und Übernachtungsmöglichkeiten vor dem Aufstieg zum Pico do Fogo, der Hauptattraktion der Insel. Im Ortsteil Bangaeira sind fast alle Gebäude aus schwarzem Lavagestein errichtet, auch die Hauptstraße ist mit Lavablöcken gepflastert. Der Pico do Fogo ist von São Filipe aus über eine gute Straße via Salto und Monte Largo leicht zu erreichen. Besonders hübsche Wanderwege ziehen sich durch die bewaldeten Hänge im Nordosten der Insel in der Nähe von Mosteiros.
Der Tourismus ist, anders als auf den bekannten Kapverdischen Inseln Boa Vista und Sal, gering entwickelt, auch weil es keine Direktflüge gibt und die Insel ausschließlich über Santiago erreichbar ist. Große Tourismuskonzerne haben hier kein Geschäft entdeckt. Daher finden sich auf Fogo praktisch ausnahmslos kleine Pensionen und Hotels unter Eigentümerführung. Andere Einnahmequellen neben dem Betrieb von Unterkünften finden unabhängig agierende Touristenführer.

## Bildgalerie

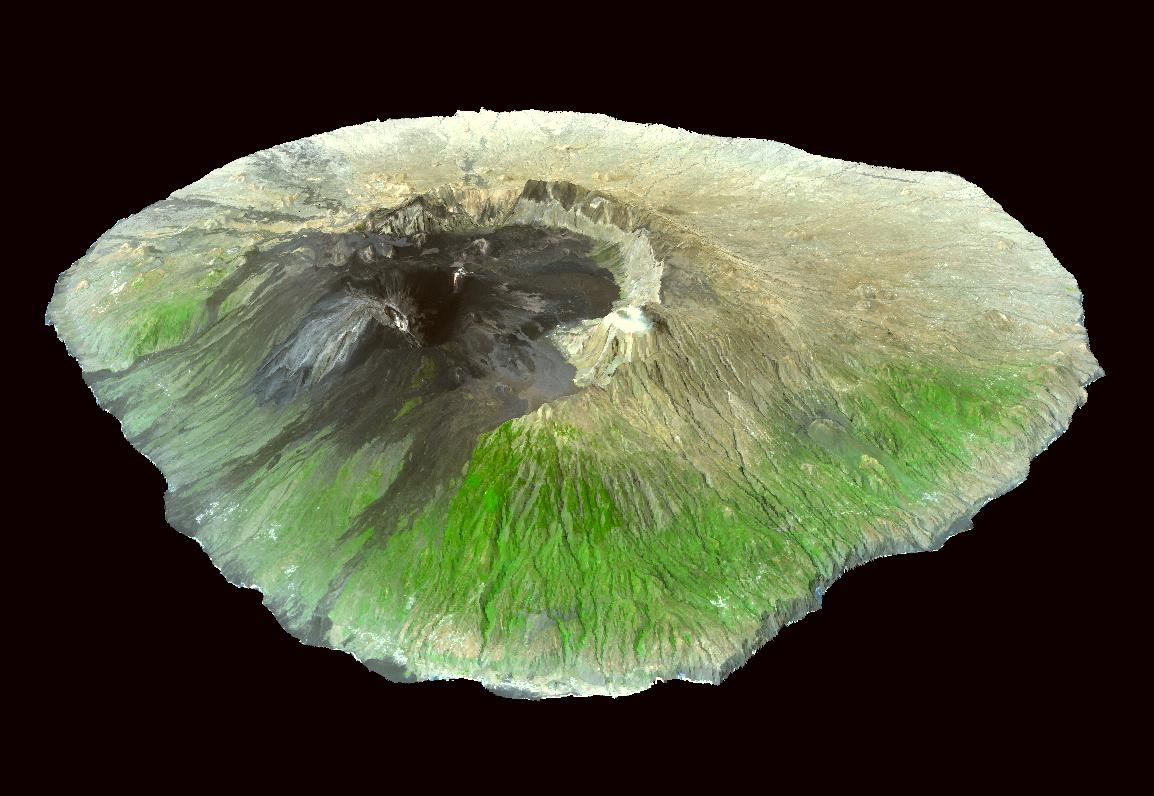
Relief von Fogo aus Satellitendaten
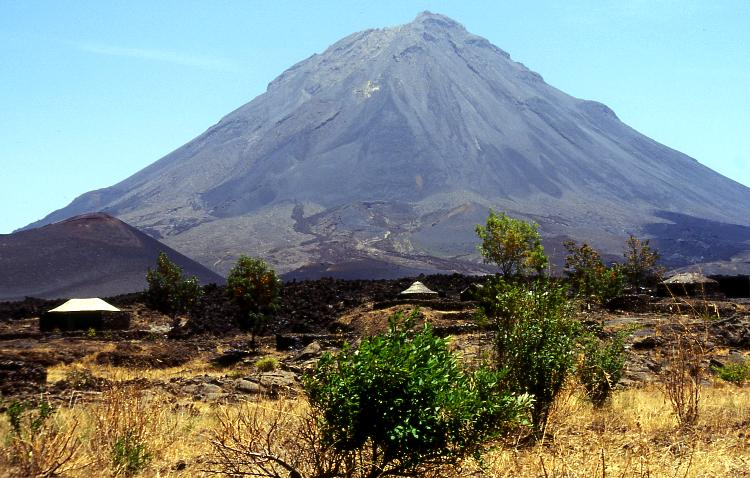
Pico do Fogo – Dorfhäuser in der Caldeira in 1600 m Höhe
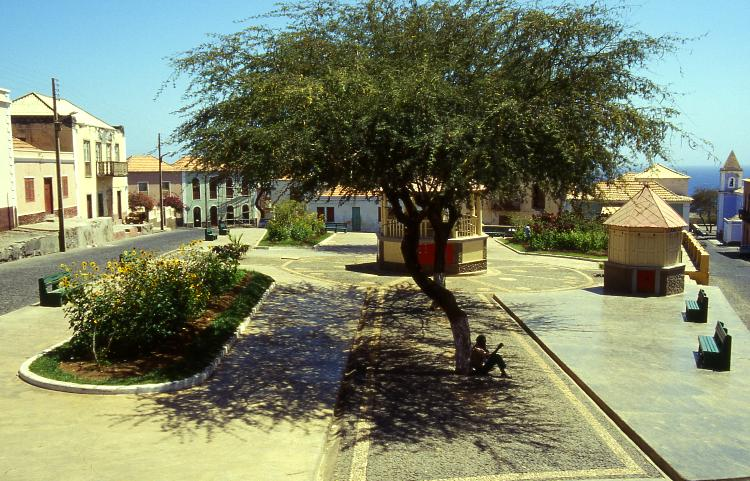
Inselhauptstadt São Filipe, Praça
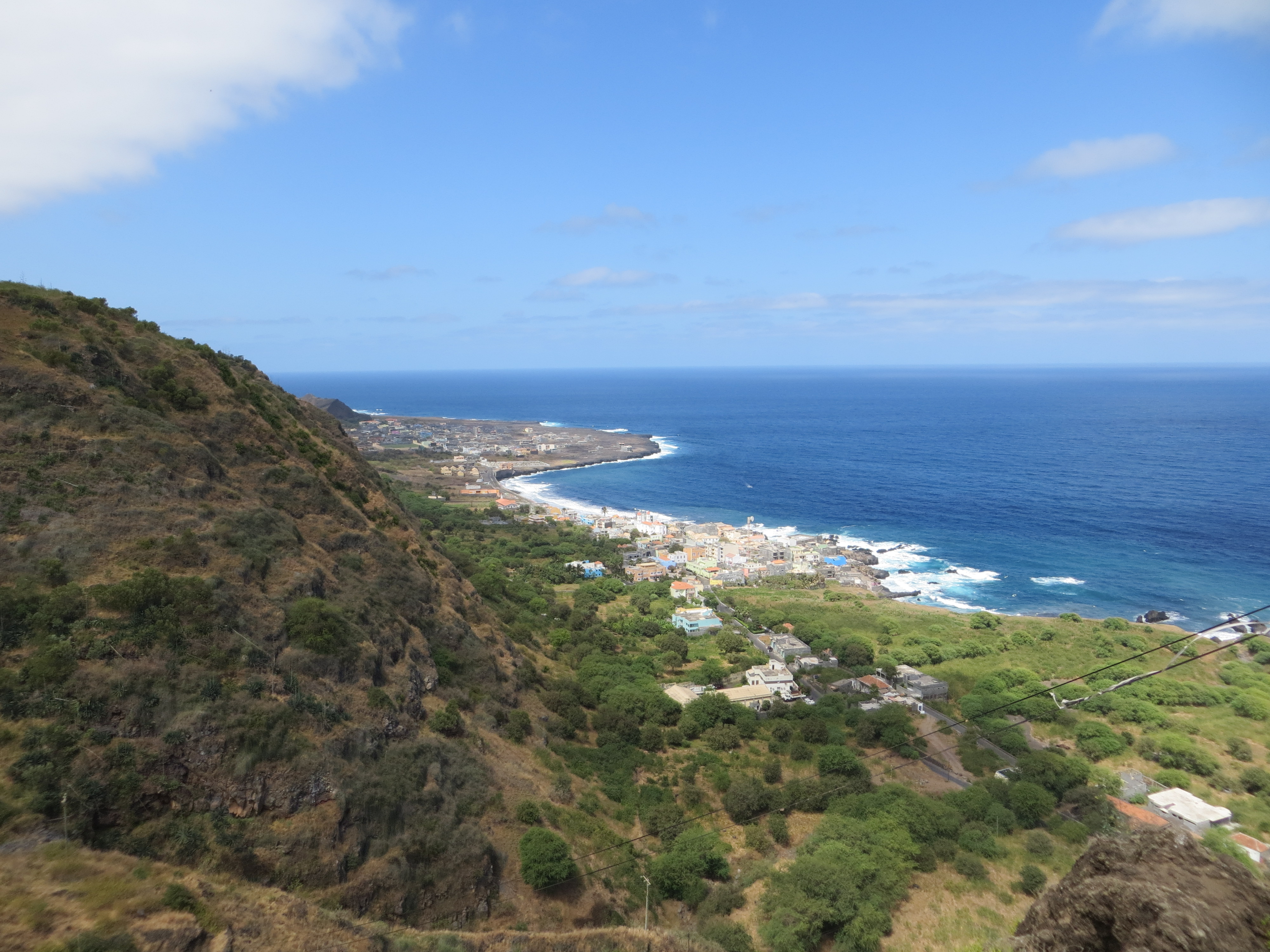
Mosteiros
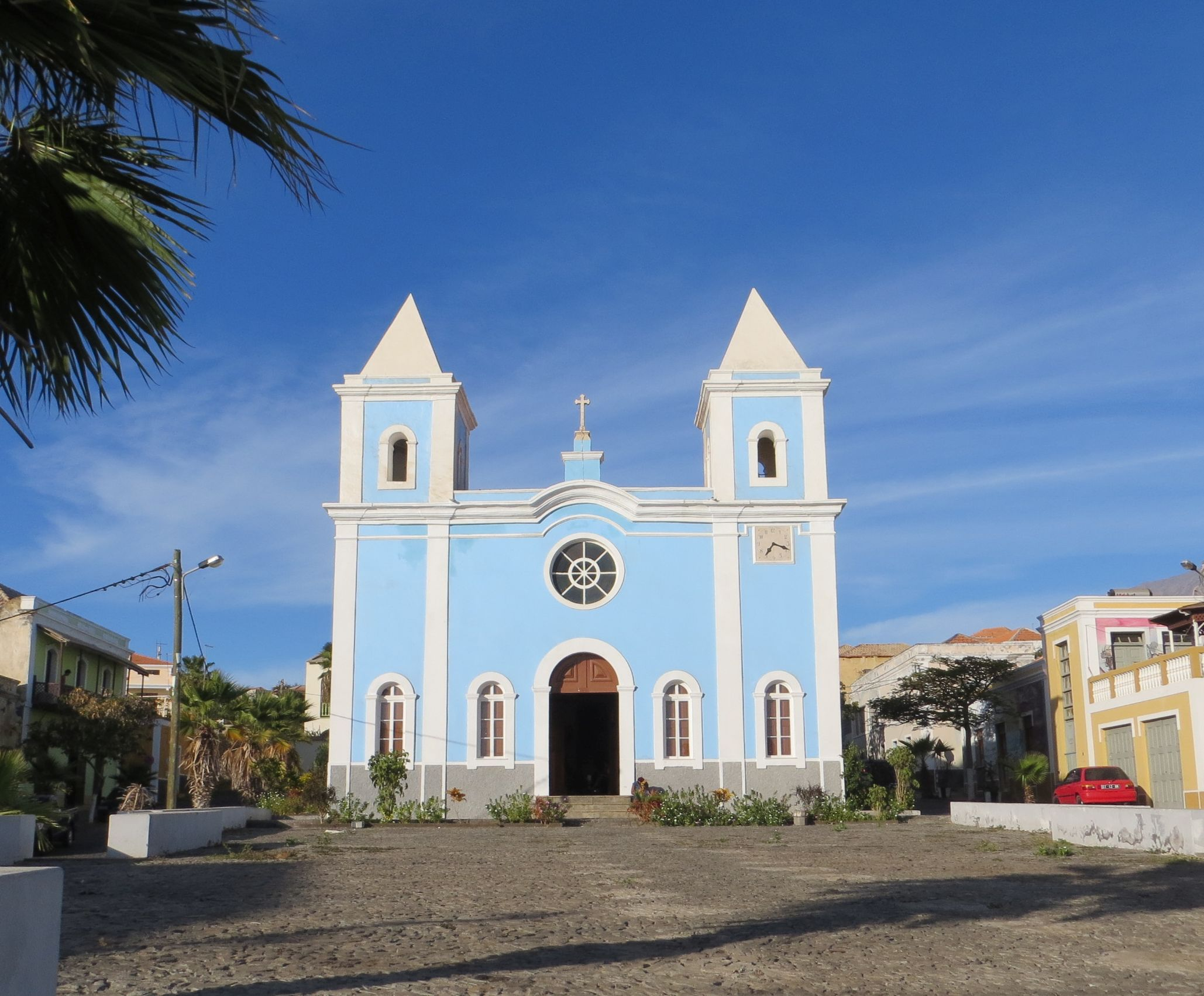
Kirche Nossa Senhora da Conceição, São Filipe
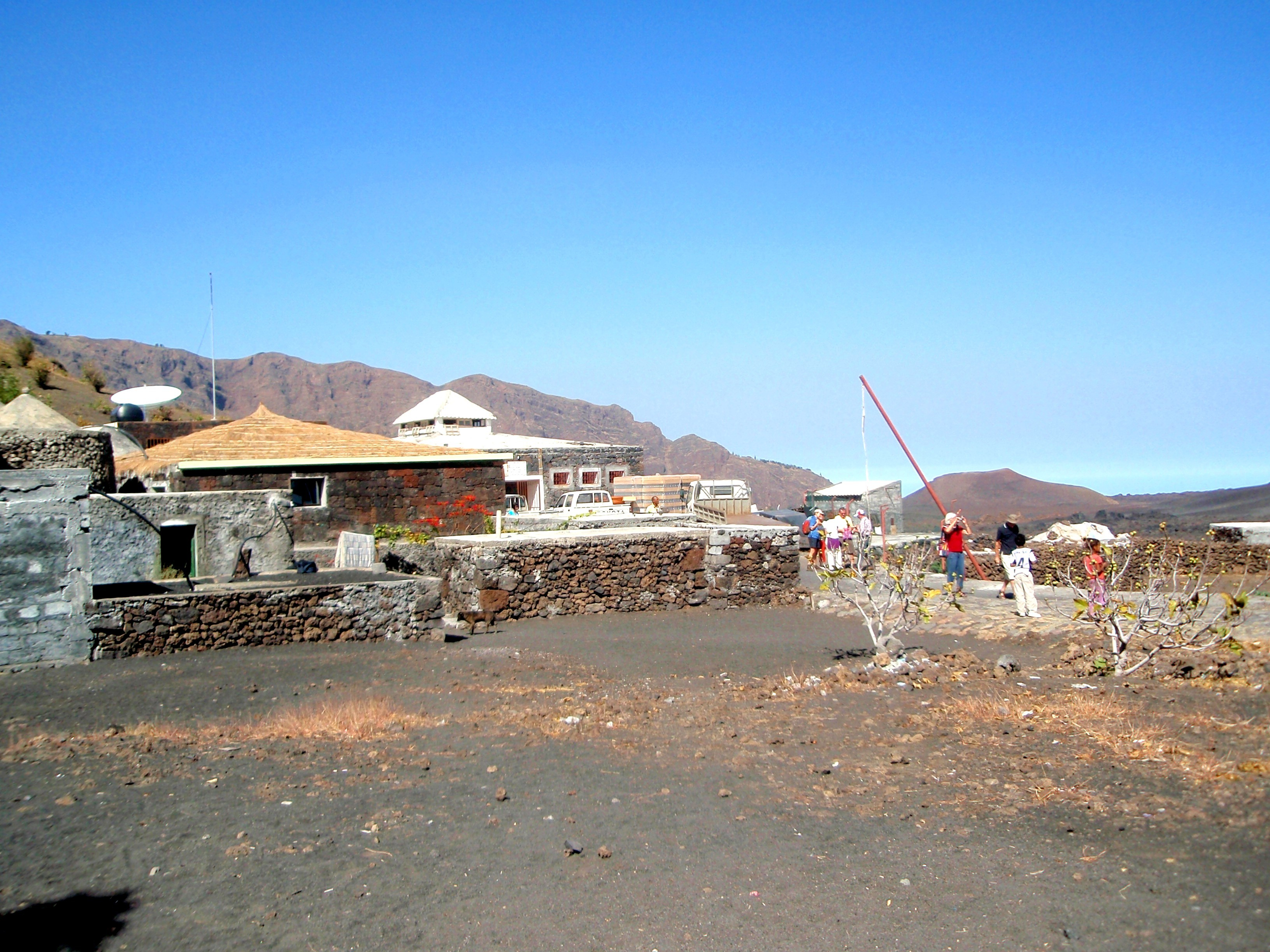
Weinbaukooperative in Chã das Caldeiras
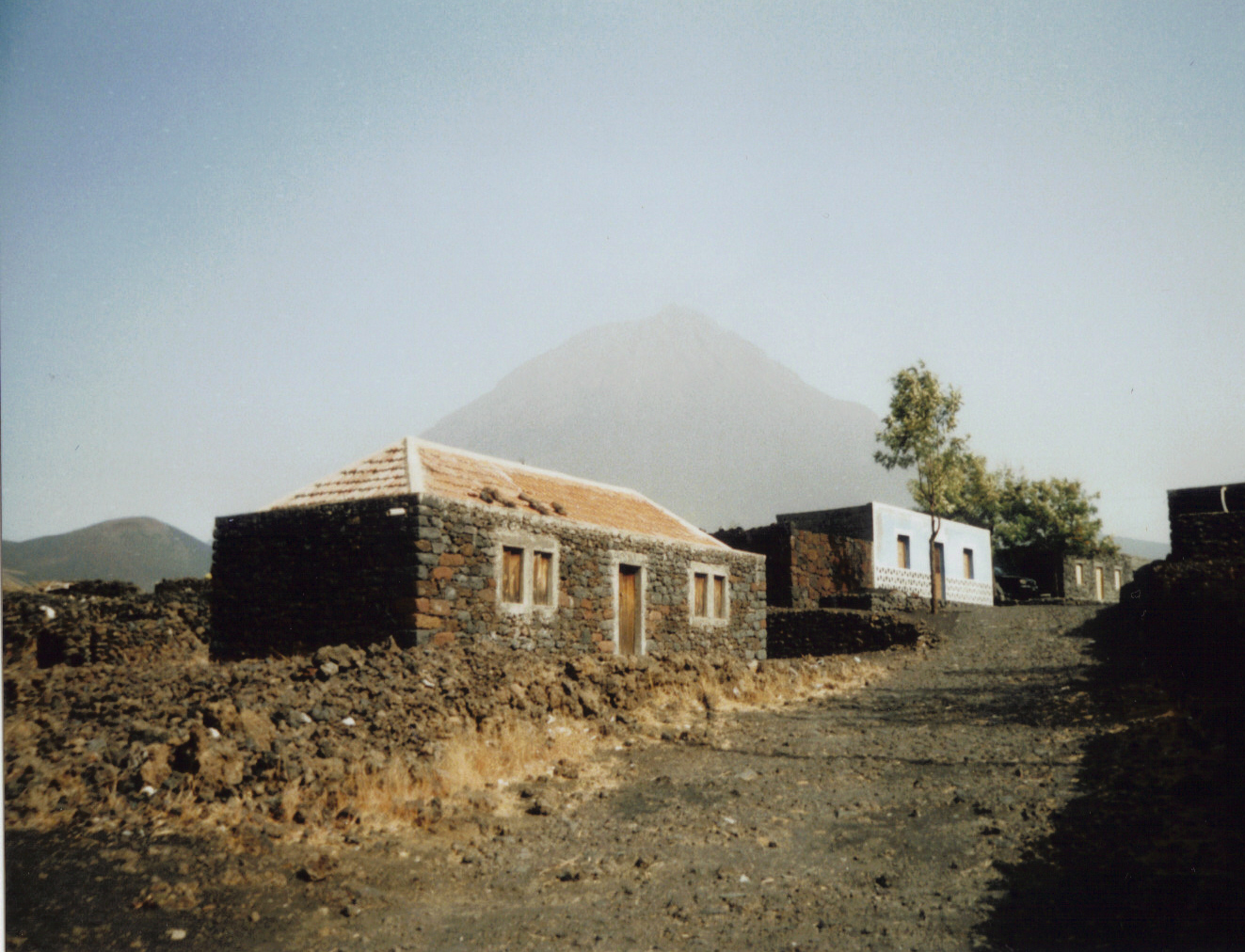
Hauptstraße im Dorf Bangaeira
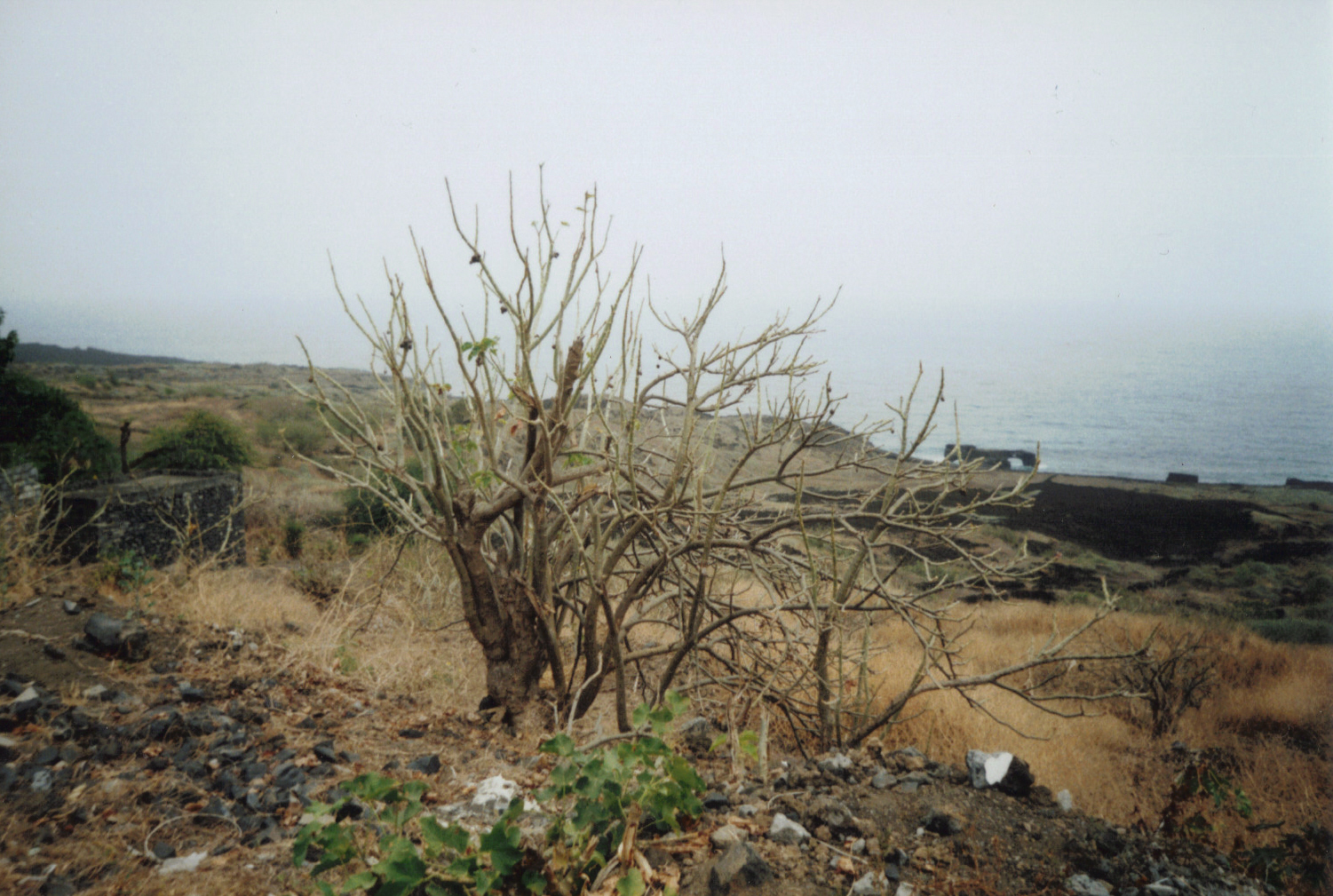
Purgiernussstrauch an der Ostküste von Fogo
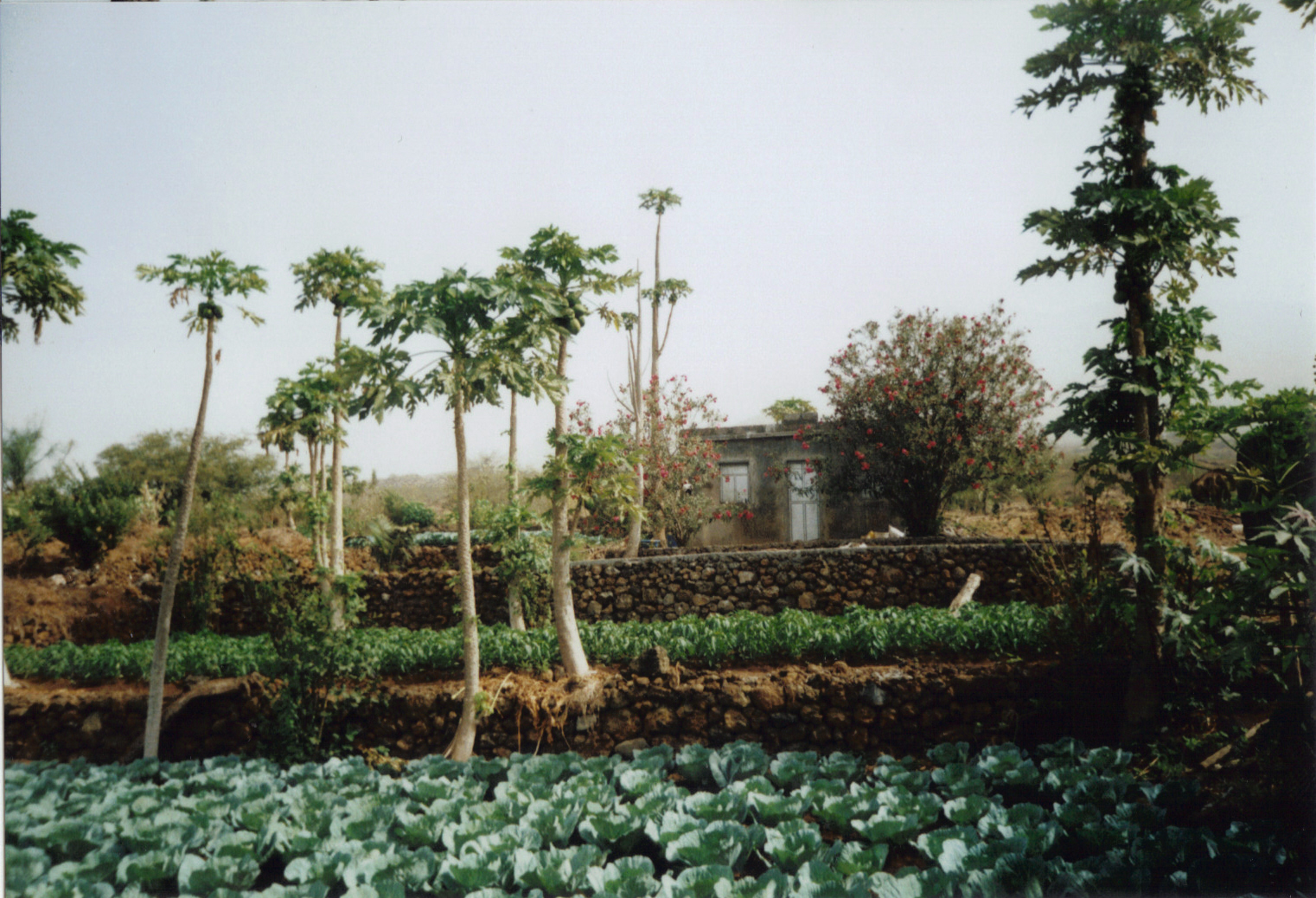
Farm mit künstlicher Bewässerung in Salto im Süden Fogos
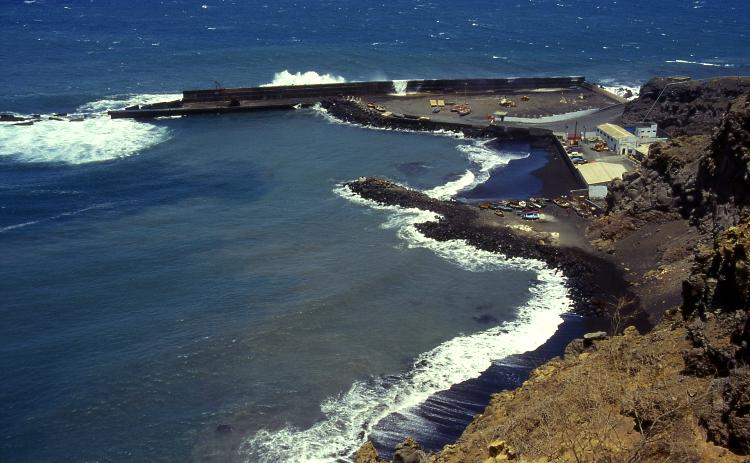
Der Hafen Vale de Cavaleiros (nördlich von São Filipe) 1994 vor seiner umfassenden Erneuerung
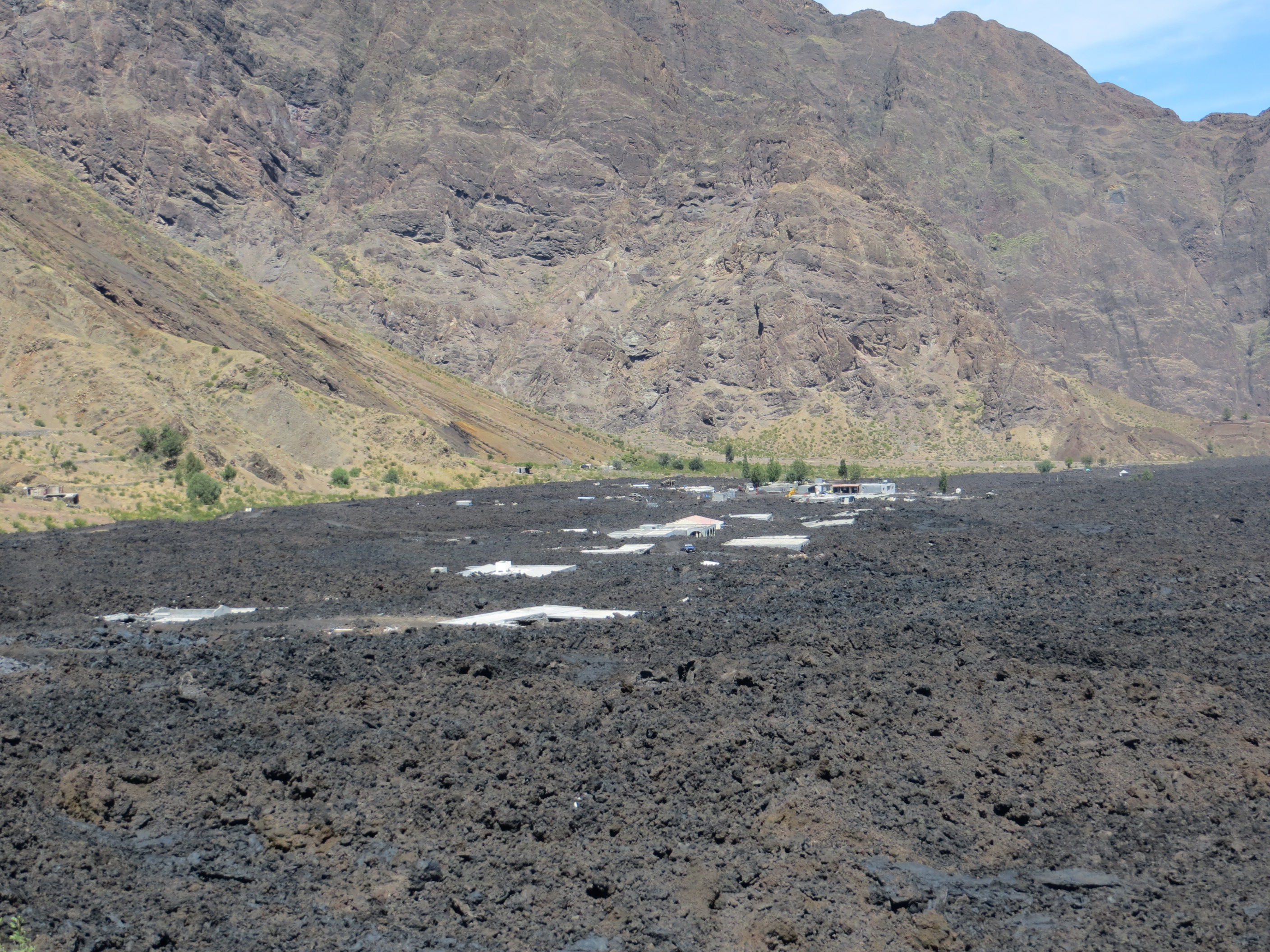
Ort Bangaeira, seit 2014 unter der Lava
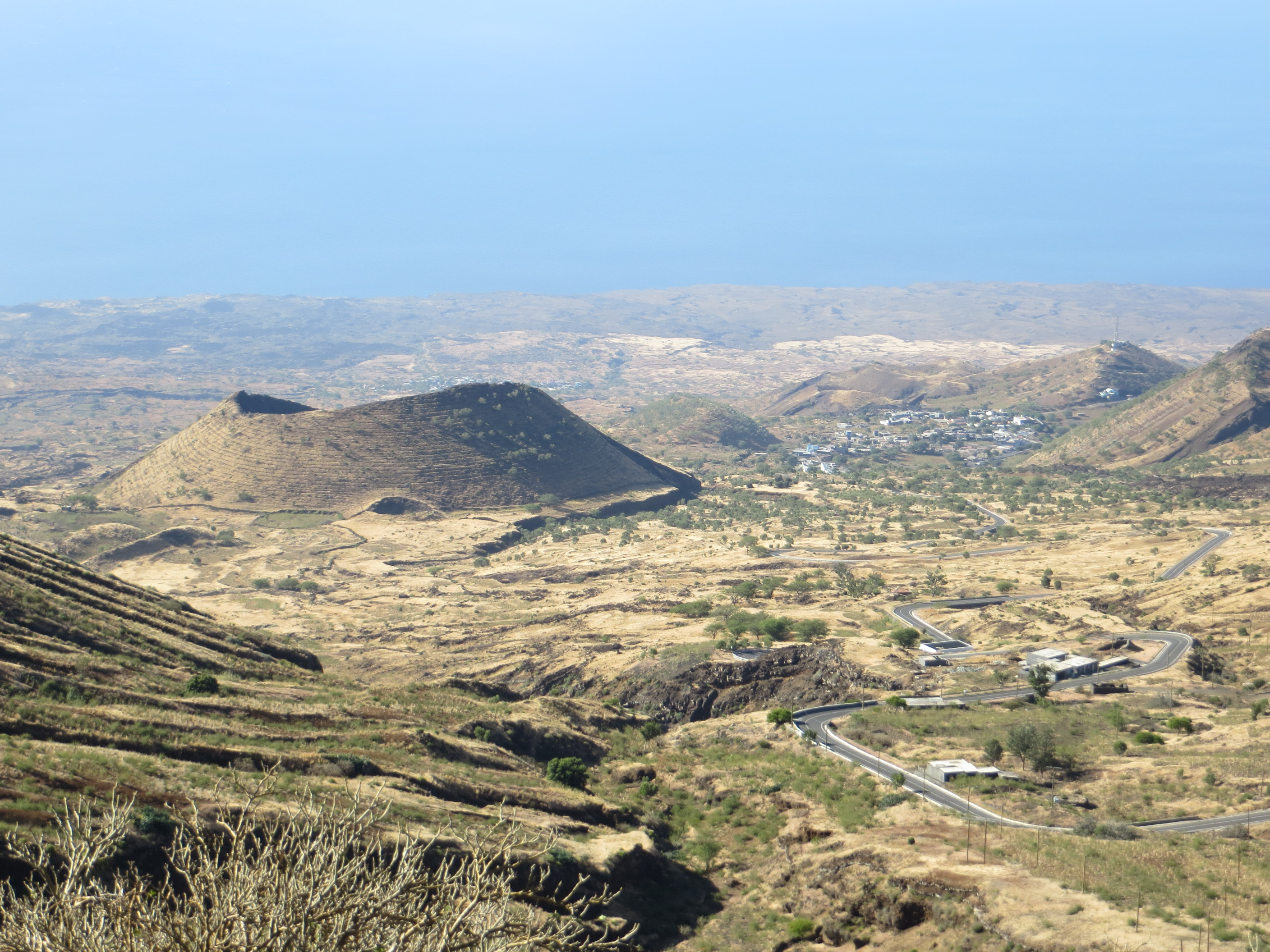
Landschaft mit vulkanischem Hügel
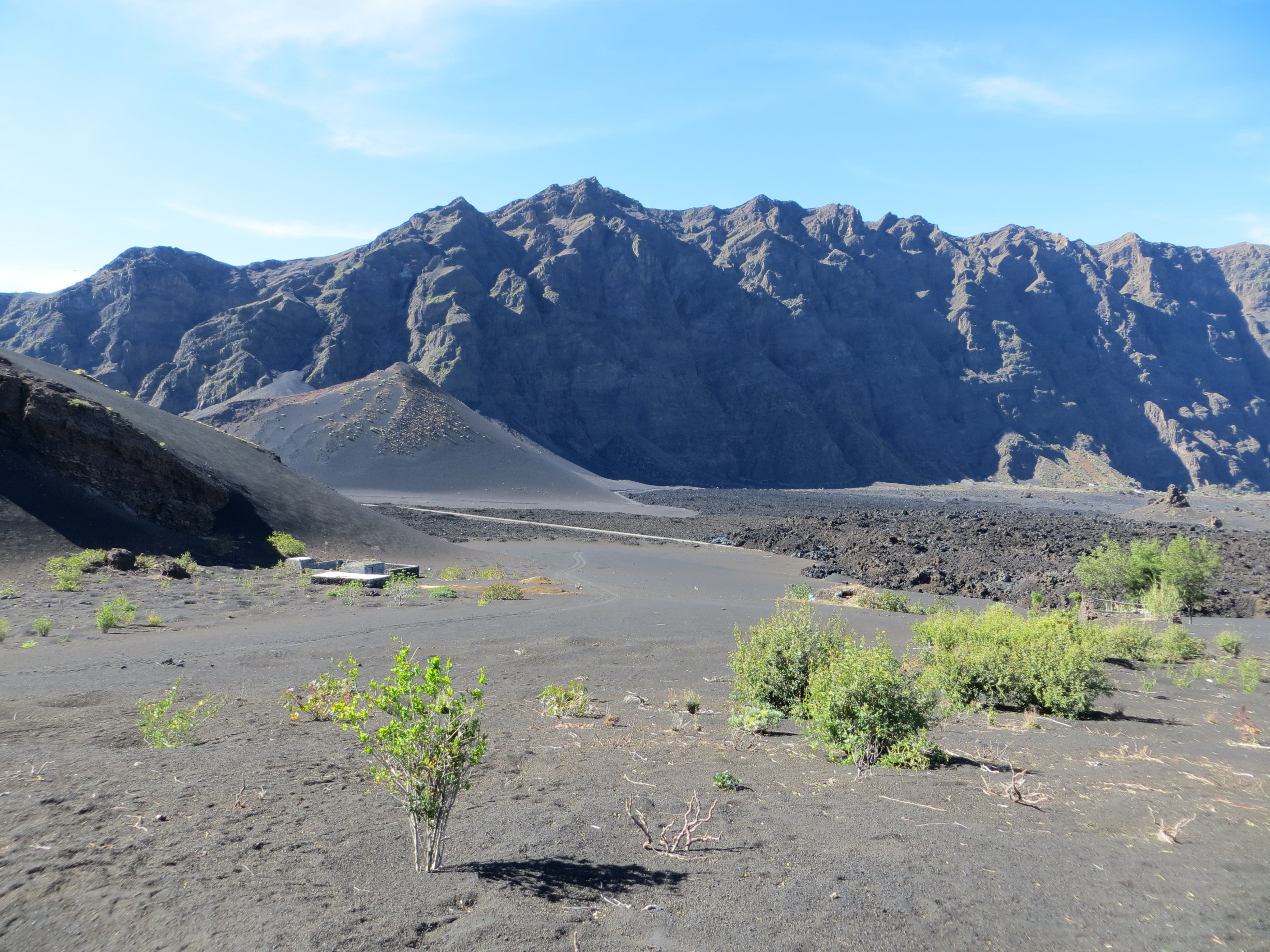
Im Inneren des Kraters, mit der Lava, die 2014 die Straße verschlungen hat.
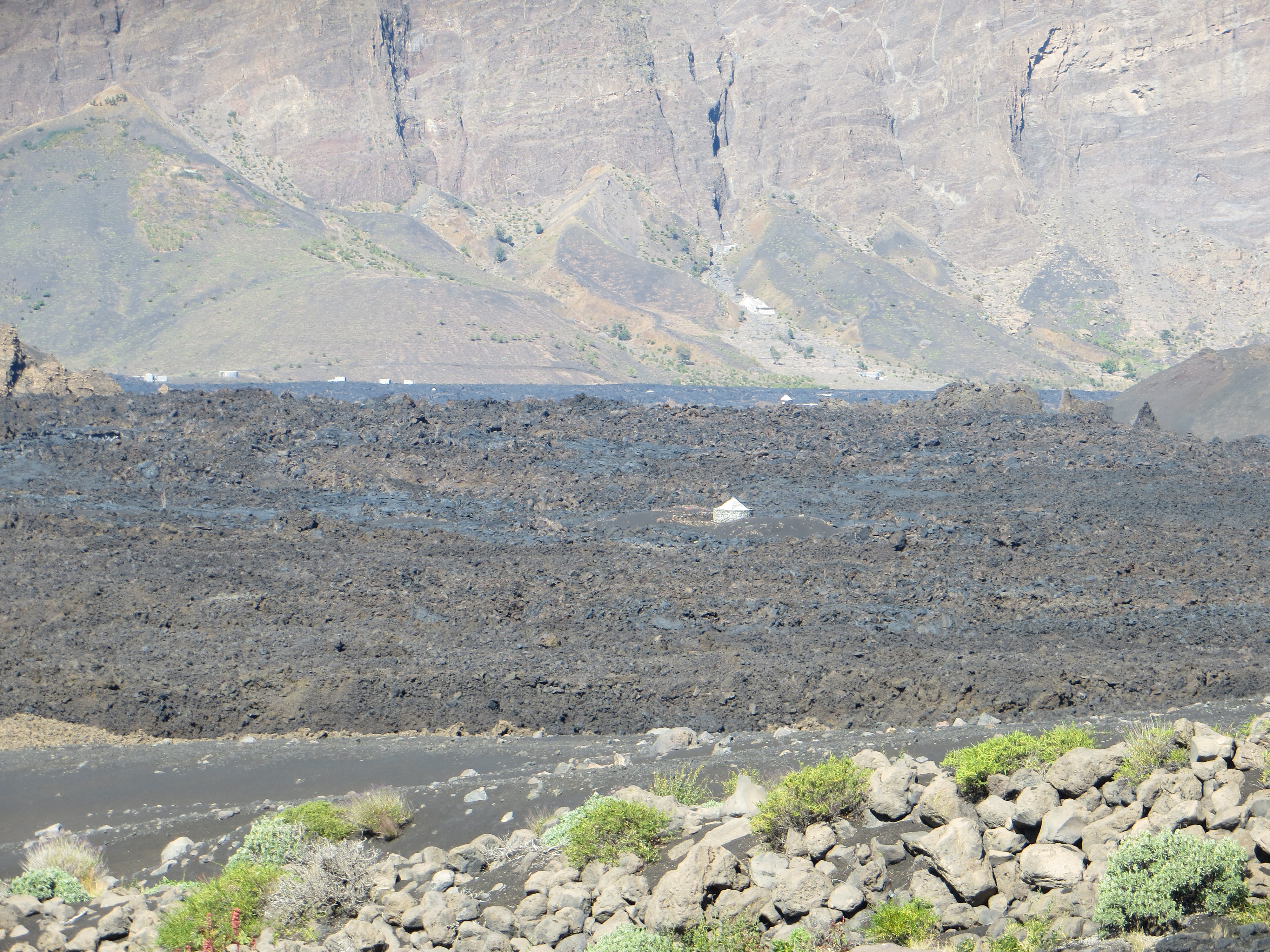
Gebäude unter der Lava des Ausbruchs von 2014
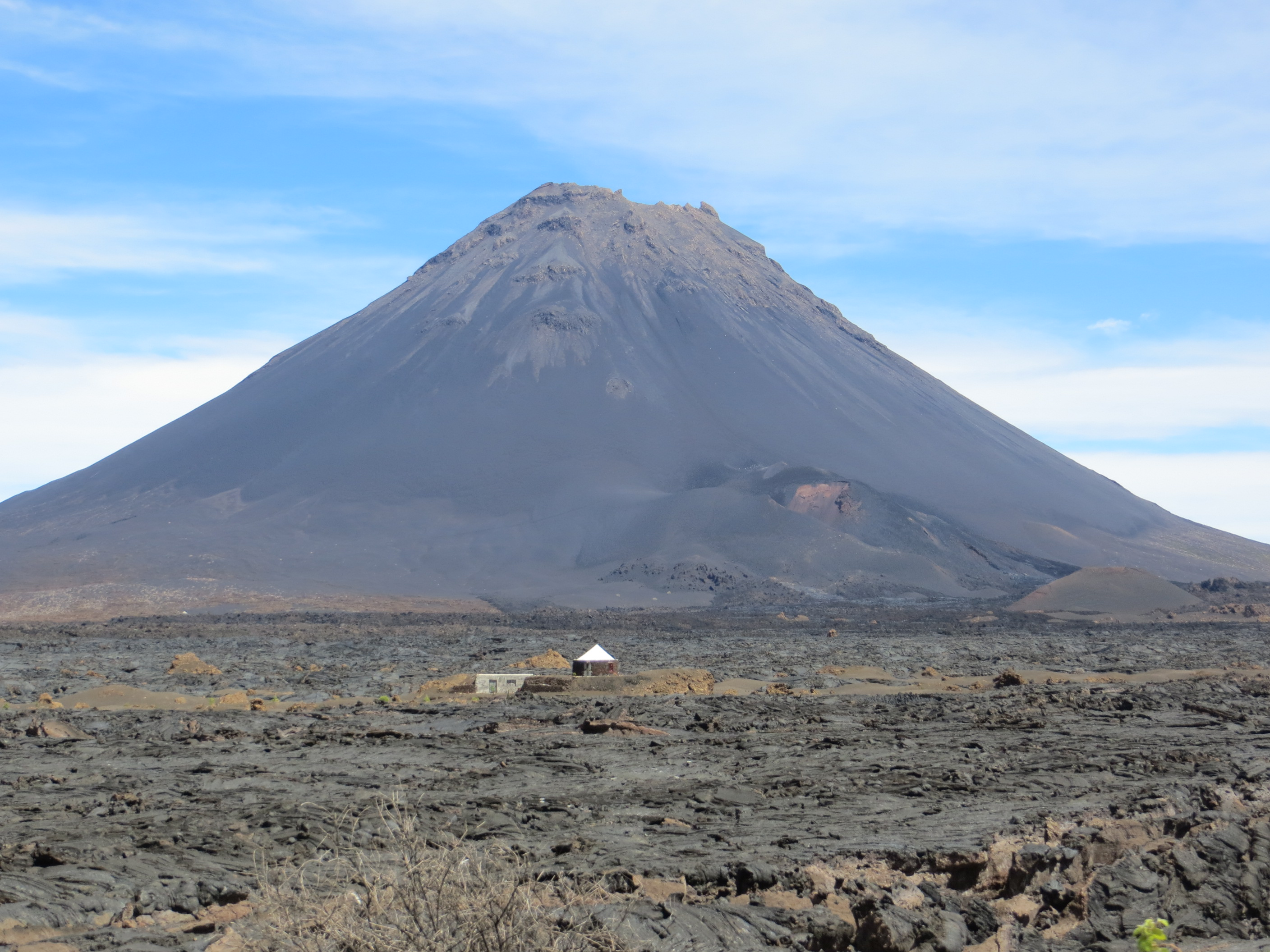
Pico de Fogo 2017
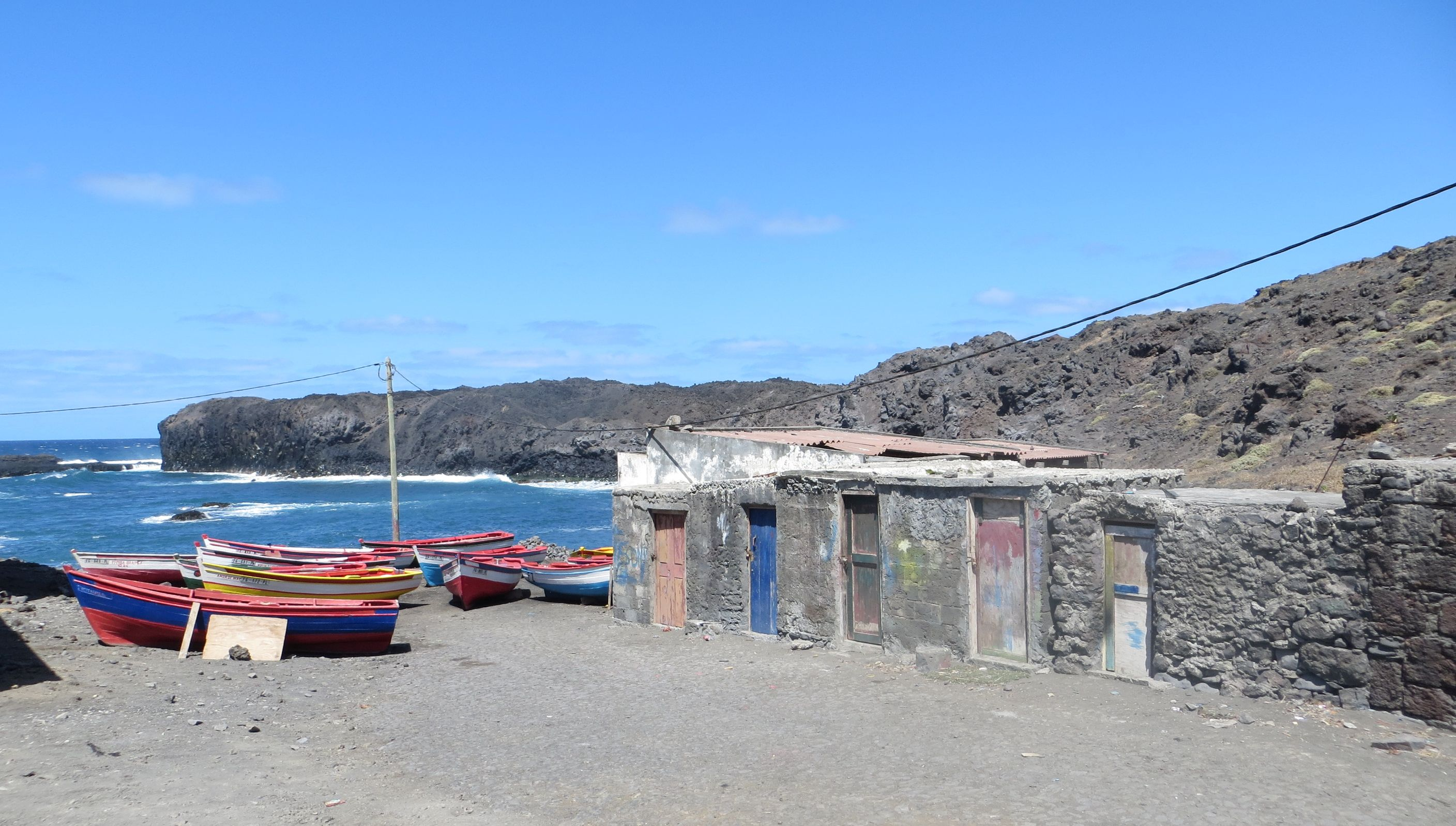
Ponta da Salina vor Umbau 2019